# لويزا ماتيلدا جاكوبس
لويزا ماتيلدا جاكوبس (1833-1917) (بالإنجليزية: Louisa Matilda Jacobs)‏ هي مناهضة العبودية ‏ أمريكية، ولدت في 19 أكتوبر 1833 في إدنتون في الولايات المتحدة، وتوفيت في 5 أبريل 1917 في كامبريدج في الولايات المتحدة.

## التعليم
أثناء وجودها في بوسطن ، تلقت لويزا تعليمها في المنزل وبعد ذلك التحقت بالمدرسة الثانويّة للسيّدات الشابات في كلينتون، نيويورك. وبعدها حصلت على تدريب لتصبح معلمة في بوسطن، وفيما بعد أصبح التدريس جزءًا مهمًا من حياتها.

## حياتها المهنية
انتقلت لويزا ووالدتها إلى واشنطن العاصمة عام 1862 لمساعدة العبيد السابقين الذين أصبحوا لاجئين خلال الحرب في عام 1863، أسّست لويزا ووالدتها مدرسة جاكوبس المجانيّة ومدرسة فريدمان في الإسكندريّة، فيرجينيا، وقامت بتعليم الأطفال السود الذين تم تحريرهم من العبودية. نمت المدرسة بسرعة، مما تطلب تعيين مدرس ثان في غضون أشهر قليلة من الافتتاح. بعد ثلاث سنوات، انتقلت إلى سافانا، جورجيا مع والدتها وأسست مدرسة Freedmen's الجديدة، والتي اختارت لويزا تسمية مدرسة لينكولن. بعد مسيرتها التدريسيّة، أنشأت لويزا منزلًا داخليًا في كامبريدج، ماساتشوستس مع والدتها، حيث عملتا وعاشتا هناك. بعد وفاة والدتها عملت لويزا كرئيسة للمنزل الوطني لإغاثة النساء والأطفال المعدمين، ثم قبلت منصب رئيسة في جامعة هوارد قبل التقاعد في سن 75 بسبب مرض في القلب.

## من أعمالها
عام 1891 إلى عام 1893، عملت لويزا في مكتب الإحصاء الأمريكيّ. وفي عام 1896 شاركت في تجمع النساء الملوّنة في منزل فريدريك دوغلاس. وعملت كمساعدة، للنساء والأطفال الملونين في واشنطن .

## وفاتها
عانت جاكوبس من مرض في القلب وتدهورت صحتها بعد عدة سنوات من عملها كممرضة بدوام كامل لأمها المريضة. توفيت في 5 أبريل 1917 في كامبريدج، ماساتشوستس، حيث دفنت مع والدتها في قطعة أرض الأسرة في مقبرة جبل أوبورن. 